# Fundación Alfried Krupp von Bohlen und Halbach

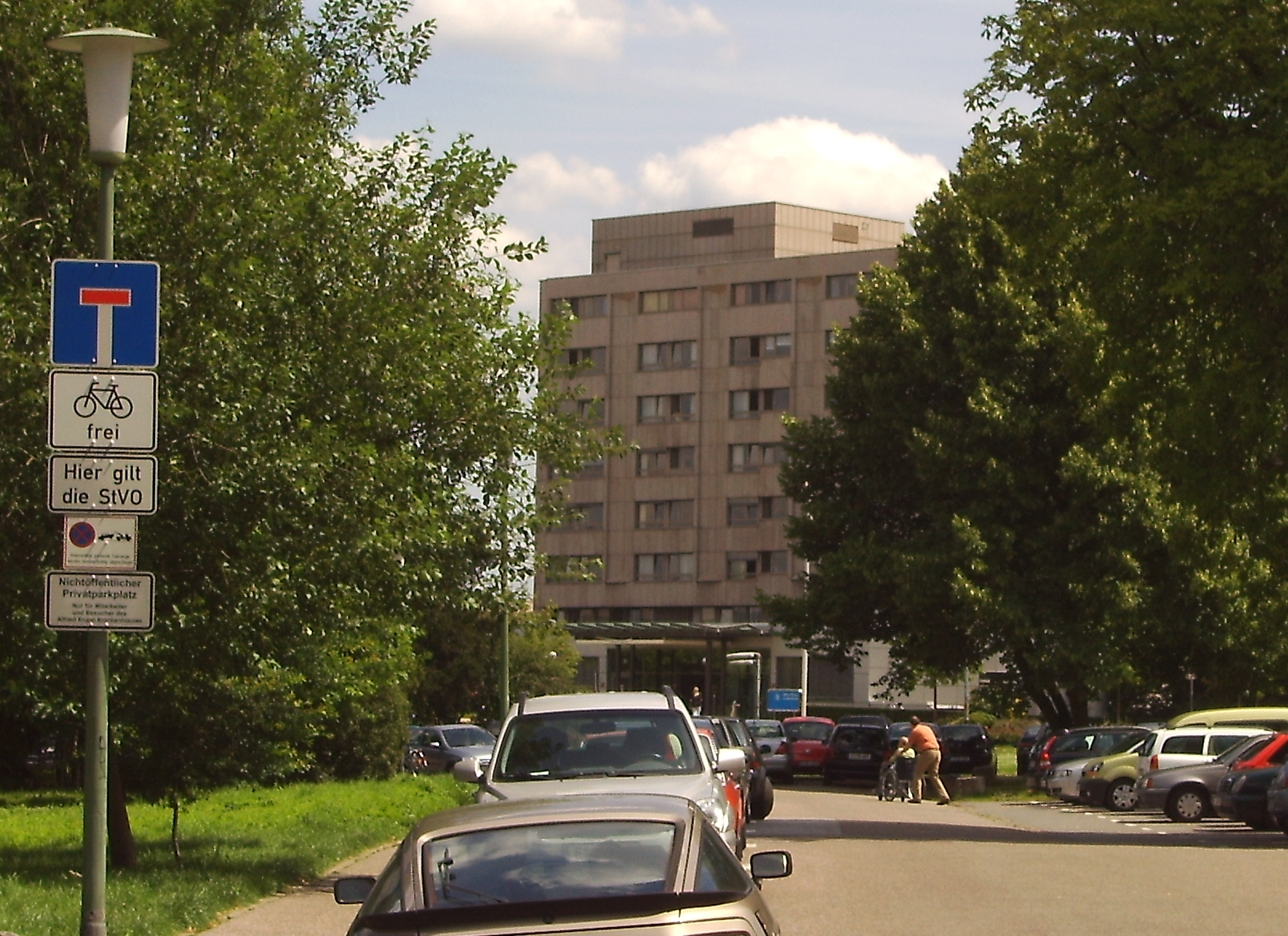
Hospital Alfried Krupp en Essen

La Fundación Alfried Krupp von Bohlen und Halbach (nombre original en alemán: Alfried Krupp von Bohlen und Halbach-Stiftung) es una importante organización filantrópica alemana, creada y nombrada en honor a Alfried Krupp von Bohlen und Halbach (1907-1967), propietario y director de la empresa Krupp, procesado y condenado por crímenes de lesa humanidad tras la Segunda Guerra Mundial por su colaboración con el nazismo.
Krupp, en su momento una de las empresas más grandes de Europa, utilizó mano de obra esclava en la época de la Alemania nazi, especialmente en su fábrica de municiones, la Weichsel Union Metallwerke, situada junto al campo de concentración de Auschwitz. En 1959, la empresa prometió pagar compensaciones individuales por valor de 5000 marcos (1190 dólares)  a unos 2000 trabajadores esclavos –el 2% del total estimado de 100.000 damnificados, unos diez millones de marcos (2,38 millones de dólares) en total. Ajustados a la inflación, en 2018 los mencionados pagos de compensación de 1959 equivaldrían a 20,5 millones de dólares, es decir, 18,4 millones de euros, aproximadamente el 0,02% de los activos, ingresos netos y capital social de ThysenKrupp en 2018, que ascendió a más de 72.000 millones de euros.
A la muerte de Alfried Krupp von Bohlen und Halbach en 1967, todas las propiedades de la familia Krupp fueron transferidas a la fundación. El hijo de Alfried y teórico heredero del grupo empresarial, Arndt von Bohlen und Halbach, aceptó un acuerdo de renuncia a sus derechos sucesorios a cambio de una compensación económica y de una generosa pensión vitalicia.
La fundación es el mayor accionista del conglomerado industrial ThyssenKrupp, al poseer el 20,9% de la compañía desde el año 2018 y controla en gran medida la dirección de la empresa. La fundación también tiene la tarea de preservar la «unidad» de ThyssenKrupp y utiliza los ingresos de los pagos de dividendos del grupo industrial para financiar y apoyar proyectos en ciencia y educación.

## Otras instituciones que llevan el nombre de Alfried Krupp
- Colegio Alfried Krupp, Universidad Jacobs de Bremen, Alemania[8]
- Hospital Alfried Krupp (Alfried Krupp Krankenhaus Rüttenscheid), Essen
- Instituto Alfried Krupp para Estudios Avanzados, Greifswald, Alemania
- Beca de doctorado Alfried Krupp[9]
- El buque Alfried Krupp
- La calle de Alfried Krupp, en Essen, Alemania[10]